# Mattias
De apostel Mattias of Matthias (Grieks: Ματθίας, Matthias, Hebreeuws: מתתיהו, Matityahu, Mattithiah, "geschenk van JHWH") werd volgens Handelingen 1:15-26 door loting aangewezen om de opengevallen plaats van de voormalige apostel Judas Iskariot na diens verraad en zelfmoord op te vullen.
Buiten het Nieuwe Testament komt Mattias voor in de Handelingen van Andreas en Mattias in de stad van de antropofagen. Volgens de overlevering stierf hij in circa 63 in Jeruzalem de marteldood door steniging.

## Een van "de twaalf"?
In het vroege christendom was er geen overeenstemming of de vrijgevallen plaats van Judas Iskariot werd opgevuld door Mattias of door Paulus. In de vroege Kerk werd namelijk veel waarde gehecht aan de parallel van twaalf apostelen met de twaalf stammen van Israël (zie bijvoorbeeld Jakobus 1:1 en Openbaring 21:12,14) en werd daarom óf Paulus óf Mattias als apostel erkend en de andere niet (zie bijvoorbeeld 1 Korintiërs 9:2). In Galaten 1:13-19 (een vroeger werk dan Handelingen) noemt Paulus zichzelf expliciet apostel maar hij was geen metgezel van Jezus geweest. Van Mattias was verder echter niets bekend en daarom klinkt nog bij Clemens van Alexandrië twijfel door of Mattias wel de twaalfde apostel was.

## Verering
Het gebeente van de apostel Mattias zou in opdracht van Helena, de moeder van de Romeinse keizer Constantijn I, naar Trier overgebracht zijn. Sinds 1127 worden de relikwieën in de Benedictijnerabdij Sint-Matthias in Trier door pelgrims vereerd. Hij is de patroonheilige van Goslar, Hannover, Hildesheim  en van het bisdom Gary en het bisdom Great Falls–Billings  in de Verenigde Staten. Verder is hij de patroonheilige van de bouw- en timmerlieden, de schrijnwerkers, de smeden, de metselaars, de varkenshoeders, de kleermakers en de suikerbakkers. Hij wordt aangeroepen tegen blaren, kinkhoest, alcoholisme, pokken en onvruchtbaarheid en bij het begin van de scholen.

## Gedenkdag
- Anglicaans: 24 februari of 14 mei
- Koptisch: 4 maart
- Oosters-orthodox: 9 augustus
- Rooms-katholiek: 14 mei, in Duitsland (en vóór 1970) 24 februari